# Żelazny Orzeł 3 – Asy
Żelazny Orzeł 3 – Asy (ang. Aces: Iron Eagle III) – amerykański film akcji z 1992 roku w reżyserii Johna Glena. Jest trzecia odsłona serii i kontynuacja filmu Żelazny Orzeł II z 1988 roku.
Zdjęcia kręcono w stanie Arizona.

## Obsada
- Louis Gossett Jr. jako Charles „Chappy” Sinclair
- Christopher Cazenove jako Palmer
- Rob Estes jako Doyle
- Horst Buchholz jako Leichmann
- Paul Freeman jako Kleiss
- Tom Bower jako Crawford
- Sonny Chiba jako Horikoshi
- Rachel McLish jako Anna

## Fabuła
Były pułkownik Sił Powietrznych USA Charles „Chappy” Sinclair wraz z przyjaciółmi Leichmannem, Palmerem i Horikoshim pracuje przy pokazach lotniczych, podczas których odtwarzają historyczne bitwy z czasów II wojny światowej. Pewnego dnia Chappy otrzymuje wiadomość, że jego dawny przyjaciel Ramon Morales zginął w katastrofie lotniczej nad Zatoką Meksykańską. W celu wyjaśnienia sprawy zostaje wezwany do bazy sił powietrznych Lethridge w Brownsville, by zbadać szczątki samolotu. Wspomina, że Ramon miał siostrę Annę, a jego ojciec pełni funkcję burmistrza małej peruwiańskiej wioski. Podczas śledztwa okazuje się, że Ramon został zestrzelony, gdy transportował ładunek kokainy.
Tymczasem w peruwiańskiej wiosce Izquitos były nazistowski kapitan Gustav Kleiss przewodzi kartelowi narkotykowemu przetrzymując siostrę Ramona jako zakładniczkę. Potajemnie wspiera go generał sił powietrznych USA Simms. Kiedy kartel przygotowuje kolejny ładunek w celu przemycenia go do Stanów Zjednoczonych, Annie udaje się uciec z więzienia i zakraść na pokład samolotu. Po dotarciu do bazy w Lethridge spotyka Chappy’ego, który mówi jej, że Ramon został zabity. Anna błaga go o pomoc, ponieważ Kleiss nakazał zabić jej ojca i wszystkich w wiosce w ciągu czterech dni. Chappy spotyka się z agentem DEA Warrenem Crawfordem, który obiecuje pomoc, jeśli Anna wskaże dokładną lokalizację kartelu.
W trakcie pokazu lotniczego samolot Chappy’ego zostaje poważnie uszkodzony, a on sam ledwie uchodzi z życiem, gdy okazuje się, że samolot Leichmanna został wyposażony w ostrą amunicję. Po tym zdarzeniu Chappy uświadamia sobie, że ktoś chce go wyeliminować. Wraz ze swoimi przyjaciółmi udaje się do Anny, która ujawnia położenie kartelu. Informacja ta zostaje przekazana agentowi Crawfordowi, lecz zdjęcia lotnicze nie wskazują na nic podejrzanego. Po pogrzebie Ramona, Chappy wraz z przyjaciółmi postanawia udać się do Peru bez oficjalnego wsparcia. Wcześniej przekonuje Stockmana, promotora pokazów lotniczych, by użyczył mu cztery stare samoloty myśliwskie. Na potrzeby misji zostają one wyposażone w pociski kierowane laserowo, by niszczyć cele, które Anna ma oświetlać laserem z ziemi.
Kiedy Anna i Stockman lądują w Peru odkrywają, że Tee Vee, który gościł u siebie Annę, potajemnie zakradał się na pokład samolotu. W wyniku tego misja zostaje zagrożona, gdyż Tee Vee zostaje schwytany przez kartel, a laserowe urządzenia naprowadzające odebrane. Następnie Kleiss rozkazuje swoim pilotom zestrzelić Chappy’ego i jego towarzyszy. Jednak udaje im się uniknąć strącenia, dzięki wyrafinowanym manewrom. W tym samym czasie Anna przedostaje się do więzienia, uwalnia Tee Vee i odzyskuje laserowe urządzenia naprowadzające. Podczas potyczki z pilotami Kleissa, Palmer zostaje zestrzelony, ale Chappy’emu udaje się zniszczyć wytwórnię narkotyków. Korzystając z zamieszania generał Simms ucieka z narkotykami na pokładzie samolotu transportowego. Natomiast w wiosce Anna pomaga mieszkańcom w walce z kartelem, a następnie zabiera w bezpieczne miejsce.
Chappy i Horikoshi doganiają Simmsa i usiłują unieszkodliwić. Jednakże samolot Horikoshiego zostaje poważnie uszkodzony, więc decyduje się on na atak kamikadze i niszczy samolot generała. Tymczasem pojawia się Kleiss w prototypowym Me 263 i usiłuje zestrzelić Leichmanna. Jednakże Chappy udaremnia tę próbę, a następnie strąca jego odrzutowiec. Kleiss się katapultuje i ląduje w dżungli, gdzie spotyka Annę. Usiłuje ją przekupić, ale wpada w pułapkę punji i umiera.
Po powrocie do Teksasu, Chappy, Anna i pozostali świętują zwycięstwo przy grillu. Stockman informuje że Siły Powietrzne przekazały mu flotę starych F-86 Sabres, aby wyciszyć incydent z kartelem. Natomiast Chappy otrzymuje w prezencie P-38, któremu nadaje nazwę „Wojownik cienia” na cześć Horikoshiego.

## Odbiór

### Krytyka w mediach
W serwisie Rotten Tomatoes film otrzymał 14% z 7 recenzji, a średnia ocen wystawionych na ich podstawie wyniosła 2,7 na 10.
Chociaż niektórzy krytycy docenili dynamiczne sceny lotnicze i akcję, inni krytykowali film za przewidywalną fabułę i brak głębi w postaciach. Louis Gossett Jr. został pochwalony za swoją rolę, ale ogólnie film nie zdobył takiej popularności jak pierwsza część serii.